# 昌都无心菜
昌都无心菜（学名：Arenaria chamdoensis）为石竹科无心菜属的植物，为中国的特有植物。分布在中国大陆的青海、西藏、四川等地，生长于海拔4,500米至4,700米的地区，多生于石灰岩流石坡，目前尚未由人工引种栽培。